# Ramón I de Cerdaña
Ramón I de Cerdaña (f. 1068), conde de Cerdaña y de Conflent (1035-1068) y conde de Berga (1050-1068).

## Orígenes familiares
Hijo del conde Wifredo II de Cerdaña y Guisla de Pallars. Fue hermano mayor de los condes Bernardo I de Berga y Berenguer I de Berga.

## Herencia
Heredó el condado de Cerdaña mientras su hermano Bernardo I de Berga heredaba el condado de Berga.
Quince años más tarde, muertos sin descendencia y renuncia de sus hermanos, heredó también el Condado de Berga, logrando así reunir de nuevo las tierras de su padre.
Su padre se había enemistado con el condado de Urgel, Ramón consiguió llegar en el año 1063 a un pacto de no-agresión y ayuda con Ermengol III. Asimismo rindió homenaje al conde de Barcelona Ramón Berenguer I y mandó casar su heredero con la hija del conde.
| Predecesor: Wifredo II | Conde de Cerdaña 1035 – 1068 | Sucesor: Guillermo Ramón |
| Predecesor: Berenguer  | Conde de Berga 1050 – 1068   | Sucesor: Guillermo Ramón |

- Datos: Q11702101
- Multimedia: Ramon, Count of Cerdanya / Q11702101